# Партия народных реформ
Партия народных реформ (филипп. Partido ng Repormang Pantao) — левоцентристская политическая партия Филиппин. 

## История
Партия народных реформ была основана в 1991 году бывшим секретарём Аграрной реформы и судьёй Мириам Дефенсор-Сантьяго, прославившейся борьбой с коррупцией, для поддержки её кандидатуры в президенты на выборах 1992 года. 
В 2016 году Мириам Дефенсор-Сантьяго умерла от рака лёгких. Хотя партия была основана для поддержки политической карьеры Сантьяго, при поддержке её мужа Наркисо Сантьяго партия выдвинула юриста и бывшего профессора права Гарри Роке в качестве кандидата в Сенат на выборах 2019 года. Назначение Роке было организовано при содействии мэра Давао Сары Дутерте, дочери президента Родриго Дутерте. Его выдвижение, однако, вызвало широкую негативную реакцию, особенно со стороны бывших сторонников Дефенсор-Сантьяго. Различные организации называли Роке «пользователем» и «разрушителем имиджа» партии и покойной Дефенсор-Сантьяго. В результате и без того низкая популярность Роке снизилась с 8,7% в марте 2018 года до 8% в октябре 2018 года.